# Pasglas

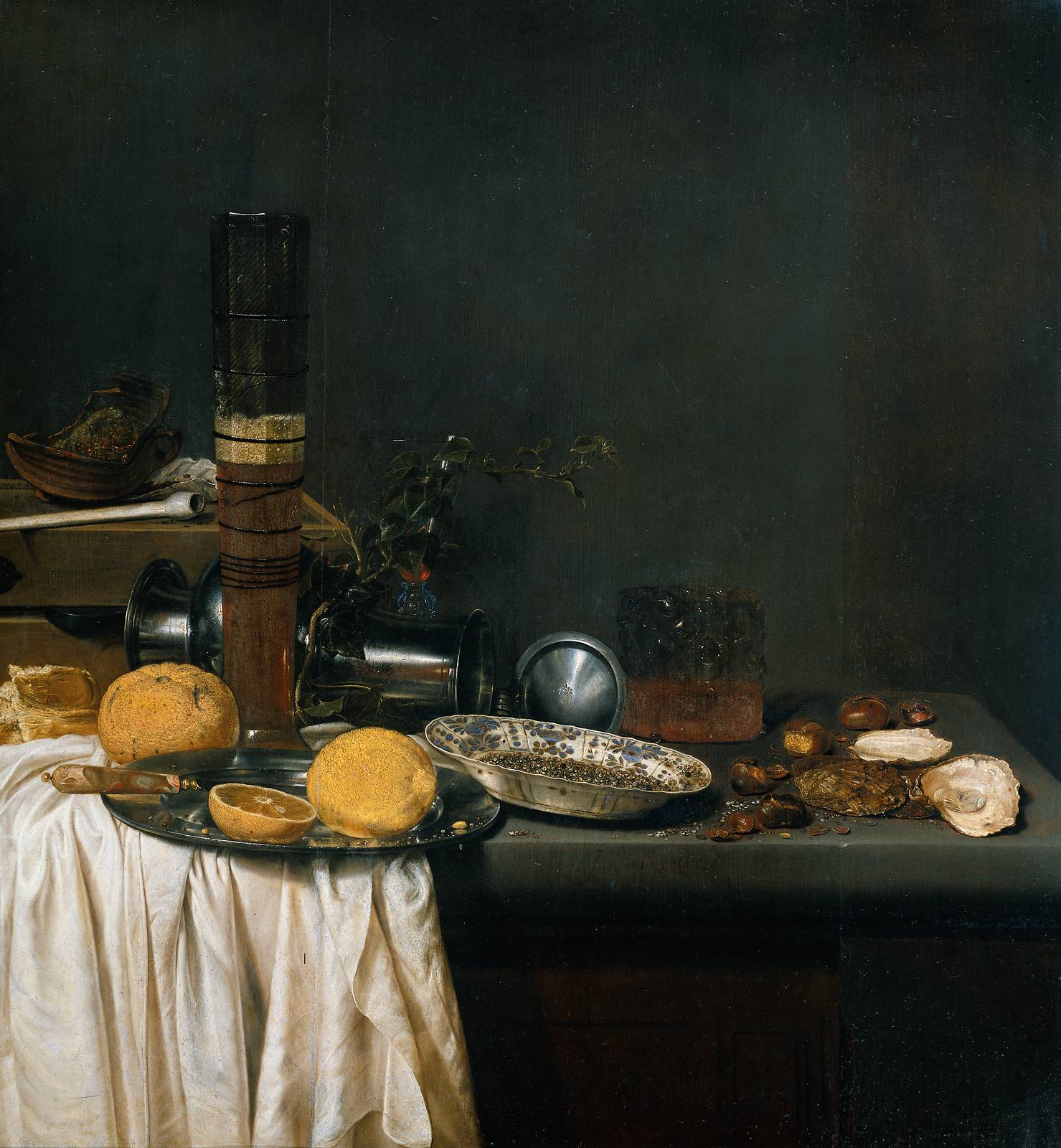
Jan Janszoon van de Velde (III) (1620 - 1662) stilleven van ontbijt met pasglas aan de linkerkant.

Een pasglas is een hoog bierglas dat in de 17e eeuw werd gebruikt voor drinkspellen. Het glas dankt zijn naam aan de passen (maten, strepen) die rond het bierglas werden aangegeven en waarbij het de bedoeling was dat men tijdens een drinkspel alle bier tot de volgende streep in één keer probeerde op te drinken. 
Het pasglas komt veel voor op schilderijen uit de 17e eeuw, waarin het symbool kan staan voor de verlokkingen van het leven. De kwaliteit van het glas zelf was laag en bevatte vaak luchtbellen, dit  en de lage waardering voor het glas zorgde ervoor dat er weinig pasglazen bewaard zijn gebleven.

## Galerij

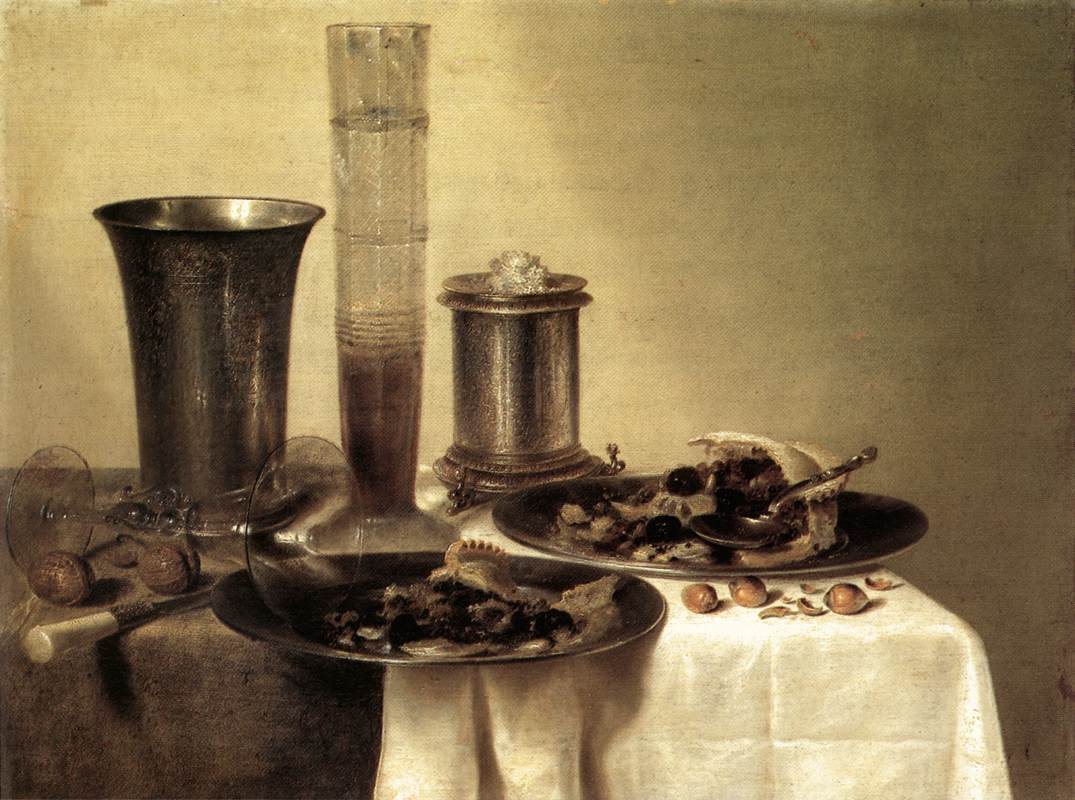
Willem Claesz. Heda (1594-1680) - stilleven van ontbijt met pasglas in het midden.
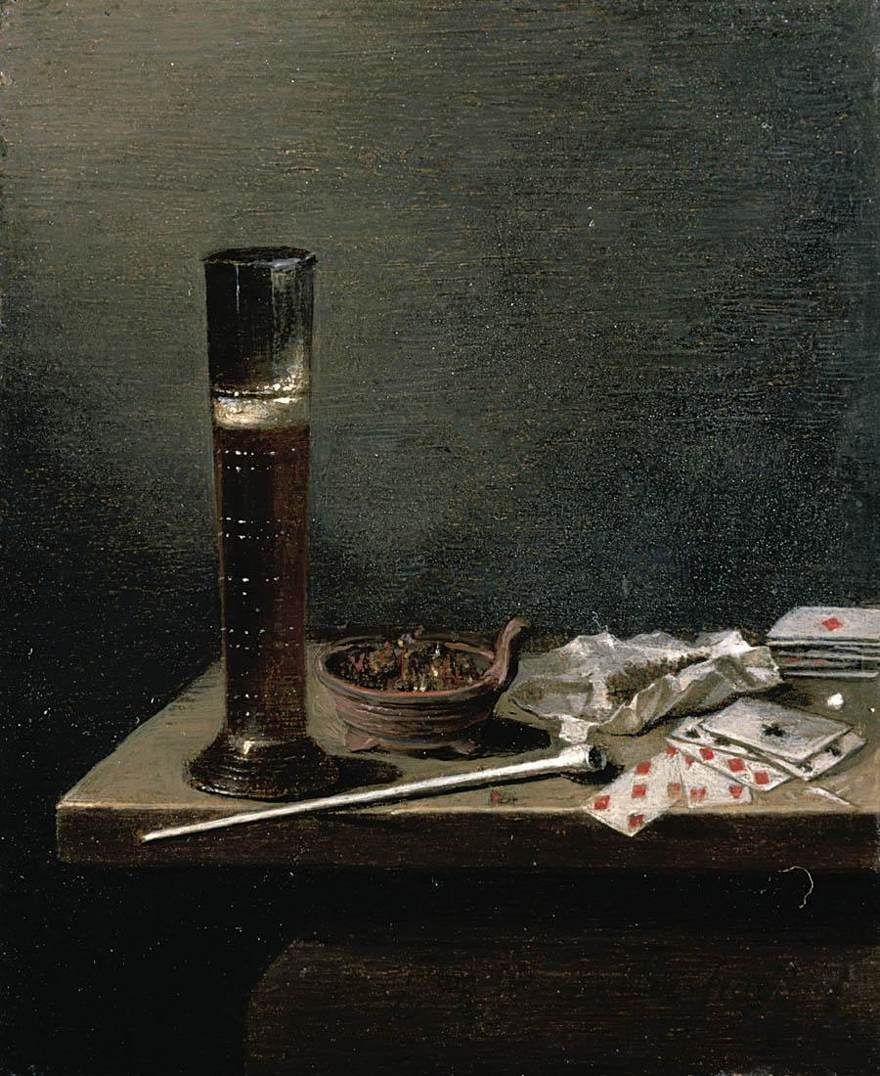
Jan Janszoon van de Velde (III) (1620-1662) stilleven van ontbijt met pasglas aan de linkerkant.